# أوبونتو (فلسفة)
أوبونتو هو مصطلح بانتوي نغونيّ يعني الإنسانية، وغالبا ما يُترجم «أنا ما أنا بسبب من نحن كلنا» أو «الإنسانية تجاه الآخرين»، إلا أنها تُستخدم بمنحى أكثر فلسفة بمعنى «الاعتقاد برابطة تشاركية عالمية تربط البشرية جمعاء».
استُخدم المصطلح في الجنوب الإفريقي بشكل مُعترض عليه، في نوع من الفلسفة الإنسانية، أو الأخلاق، أو الإيديولوجية، والمعروفة أيضا بالأوبونتويّة، التي أُشيعت في عملية الأفرقة (الانتقال إلى حكم الأغلبية) في هذه البلدان خلال الثمانينيات والتسعينيات.
أصبح هذا المصطلح معروفًا على نطاق واسع خارج جنوب إفريقيا منذ الانتقال لنظام الحكم الديمقراطي برئاسة نيلسون مانديلا في عام 1994، وعُمّمت عند قراء اللغة الإنجليزية من خلال «لاهوت الأوبونتو» لديزموند توتو. كان توتو رئيسًا للجنة الحقيقة والمصالحة في جنوب إفريقيا (تي أر سي)، وجادل الكثير أن الأوبونتو أثّر بشكل أساسي على لجنة الحقيقة والمصالحة.

## تعريف
يوجد العديد من التعريفات المختلفة (وغير المتوافقة دائمًا) لماهية الأوبونتو، لدراسة تعريف الأوبونتو في جنوب إفريقيا، انظر غيد 2012: «ما هو الأوبونتو؟ تفسيرات مختلفة بين مواطني جنوب إفريقيا المنحدرين من أصل أفريقي». يؤكد الأوبونتو أن المجتمع -وليس كائنا فائق الأهمية- هو ما يمنح البشر إنسانيتهم. مثال على ذلك شخص يتحدث لغة الزولو والذي يقول عند التحدث بلغة الزولو «خولوما إيزينتو» وهو ما يعني «التحدث بلغة الناس». عندما يتصرف شخص ما وفقًا للعرف، يقول المتحدث بلغة السوتو «كه مووتو»، وهذا يعني «هو/هي إنسان». يمكن أن يُجسّد هذا الجانب الاستثنائي والبغيض من خلال حكاية قيلت (غالبًا في أوساط خاصة)، بالنغونية «كوشون أبانتو أبالي ني شانغان»، وبالسبيدية «غو تلهوكوفيتجي باثو باببيدي لو لوشانغان»، وبالإنجليزية «توفي شخصان وشانغاني». وتشير الإنسانية في كل من هذه الأمثلة للمطابقة أو للانتماء لقبيلة.
يمكن أن يُلخّص جوهر الأوبونتو وفقًا لما قاله مايكل أونيبوتشي إيز، على النحو التالي:
«تؤكد مقولة: يكون المرء ما يكونه من خلال الآخرين، على إنسانية الفرد من خلال إدراك الآخر في تفرده واختلافه. هو طلب لتشكيل إبداعي ذاتوي بيني، بحيث يصبح الآخر مرآة (ولكن فقط مرآة) لذاتي. هذه المثالية توحي لنا بأن الإنسانية ليست مُتضمَّنة في شخصي فقط كفرد، إنسانيتي مُسبغة بشكل جوهري مشترك على الآخر وعلى نفسي. الإنسانية هي نوعية ندين بها لبعضنا البعض. نحن نخلق بعضنا البعض، ونحتاج إلى الحفاظ على هذا الخلق من الغيرية. وإذا كنا ننتمي إلى بعضنا البعض، فإننا نتشارك في إبداعاتنا: نحن ما نحن بسببك أنت، وبما أنك أنت موجود، فأنا بالتأكيد موجود. الأنا ليس موضوعًا جامدًا، لكنه تابع ديناميكي متشكل ذاتيا، يعتمد على هذه الغيرية في خلق العلاقة والمسافة».
جانب «المجتمعات المنفتحة» هو الجزء الأكثر وضوحا من هذه الإيديولوجية. هناك الدفء الصادق الذي يعامل الناس به كلًا من الغرباء وأفراد المجتمع، وهذا العرض العلني للدفء ليس مجرد جمالية، بل يتيح تكوين مجتمعات عفوية. يتجاوز العمل التعاوني الناتج عن هذه المجتمعات العفوية، الجمالية ويعطي أهمية وظيفية لقيمة الدفء. كيف يمكنك أن تطلب السكر من جارك؟ لا يعتبر الدفء شرطا لازما لتشكيل المجتمع، ولكنه يقف ضد العلاقات الذرائعية. قد يجعل الدفء الصادق لسوء الحظ، الشخص في خطر أمام من لديهم دوافع خفية.
تشجع الأوبونتو كفلسفة سياسية المساواة المجتمعية، وتعميم توزيع الثروات. تعتبر هذه التنشئة الاجتماعية من آثار الشعوب الزراعية، كتغطية لحالات فقد المحاصيل عند الأفراد. تفترض التنشئة الاجتماعية وجود سكان مجتمعات محلية، يتعاطف فيها الأفراد معها بصورة متلازمة، ويكون لهم مصلحة راسخة في ازدهارها الجماعي. يقوّض تمدن الناس وتجميعهم في حالة مجردة وبيروقراطية هذا التعاطف.